# ハジマリノ鐘
『ハジマリノ鐘』（ハジマリノかね）は、松室政哉の3枚目のEP。

## 解説
- 2nd EP『きっと愛は不公平』から約2年ぶりのリリース。
- キャッチコピーは「ため息を深呼吸に変える何かが この世界には溢れてる」。
- 規格品番は、UMCA-10073。
- ジャケットのアートワークは、イラストレーターの坂内拓が担当。

## 収録内容
CD
1. ハジマリノ鐘
  - 作詞・作曲：松室政哉／編曲：松室政哉、TAIKING (Suchmos)
  - ライブではたびたび披露され、ファンからの音源化希望の声も多かったバラードナンバー。リリースするにあたって歌詞の変更を行った。
  - 2015年に行ったレコーディング合宿での音源を、新たに歌入れを録って収録している。[1]
2. にらめっこ
  - 作詞：松室政哉、いしわたり淳治／作曲：松室政哉／編曲：宗本康兵
3. My Hero
  - 作詞・作曲・編曲：松室政哉
  - ウインドサーフィンワールドカップ横須賀・三浦大会2020CMソング
  - 自身のラジオ番組「松室政哉のタワゴト」（2015年 - 2020年）のオープニングに使用されていた。
  - 2015年に行ったレコーディング合宿での音源を収録している。[2]
4. どんな名前つけよう
  - 作詞・作曲：松室政哉／編曲：河野圭
5. マーマレードジャム
  - 作詞・作曲・編曲：松室政哉

DVD
- 「Matsumuro Seiya Tour 2019 “City Lights”」2019.2.25東京・TSUTAYA O-WEST

1. Theme
2. 衝動のファンファーレ
3. Jungle Pop
4. Fade out
5. 主題歌
6. 午前0時のヴィーナス
7. きっと愛は不公平
8. オレンジ
9. 群像どらまちっく
10. Matenro
11. アイエトワエ
12. 海月
13. 今夜もHi-Fi
14. 踊ろよ、アイロニー
15. 毎秒、君に恋してる
16. 息衝く
17. 僕は僕で僕じゃない（アンコール）
18. ラストナンバー（アンコール）

## 演奏
CD
- 松室政哉
  - Vocal, Chorus
  - Other Instruments (#3.5)
- 河村“カースケ”智康
  - Drums (#1)
- 佐藤栄太郎 (indigo la End)
  - Drums (#2)
- 坂本暁良
  - Drums (#3)
- 伊藤大地
  - Drums (#4)
- 神谷洵平
  - Drums (#5)
- 山口寛雄
  - Bass (#1)
- 須藤優
  - Bass (#2)
- 岩永真奈
  - Bass (#3)
- 種子田健
  - Bass (#4)
- 植松慎之介
  - Bass (#5)
- 後藤秀人
  - Acoustic Guitar, Electric Guitar (#1)
- 渡辺裕太
  - Acoustic Guitar, Electric Guitar (#2)
- TAIKING (Suchmos)
  - Electric Guitar (#3)
- 田中義人
  - Electric Guitar (#4)
- 外園一馬
  - Electric Guitar (#5)
- 橋本歩ストリングス
  - Strings (#1)
- 室屋光一郎ストリングス
  - Strings (#4)
- 村山☆潤
  - Acoustic Piano
- 宗本康兵
  - Acoustic Piano, Other Instruments (#2)
- 河野圭
  - Acoustic Piano, Other Instruments (#4)
- 山本健太
  - Wurlitzer (#5)
- 高橋結子
  - Percussions (#1)

DVD
- 松室政哉
  - Vocal, Acoustic Guitar
- 神谷洵平
  - Drums
- 植松慎之介
  - Bass
- 外園一馬
  - Acoustic Guitar, Electric Guitar
- 山本健太
  - Keyboards